# Те (гурт)
Те (болг. Те) — болгарський поп-гурт, популярний у 2000-их роках. Характерний стиль — комбінація поп, рок, фанк, денс, джазової та електронної музики. Фронтменом гурту був відомий співак та продюсер Любо Кіров. 

## Історія
Гурт «Те» пепрекладається як «Вони». Заснований 2000 Ясеном Велчевим - колишнім учасником відомого болгарського гурту «Акага», який безумовно визначив творче обличчя гурту. До Велчева приєдналися Венко Пороманськи та найвідоміший бас-гітарист у жанрі фолк-джазу Івайло Звездоміров. Першим вокалістом став тоді молодий й маловідомий Любо Кіров, який володів своєрідним, легко-впізнаваним тембром голосу. 
2001 гурт видав дебютний альбом «Местоимения». Отримав найвищу нагороду програми «МелоТиВиМания» за Дебют Року  і став Групою Року за версією телеканалу БНТ. Пісні „Има ли цветя“ та „All right“ стали національними хітами. 
2003 вийшов другий альбом Те – „Разли4ен“. Гурт знову завоював престижні нагороди, а 2004 «БГ Радио» оголосило гурт найкращим, що виступає на живо.
2007 фронт-мен гурту - Любо Кіров - розпочав сольну кар'єру. На його місце запросили Преславу Пейчеву, яка було солісткою гурту «Music Idol»  й «суміщала величезний талант, красу, фітнес, стиль і харизму...». 
З 2011 барабанником гурту є Стоян Янкулов-Стунджі, учасник Євробачення. 

## Дискографія
- Местоимения (2001)
- Разли4ен (2003)